# Proutia salicolella
Proutia salicolella är en fjärilsart som beskrevs av Charles Théophile Bruand d’Uzelle 1845. Proutia salicolella ingår i släktet Proutia och familjen säckspinnare. Inga underarter finns listade i Catalogue of Life.